# Tahir Karapınar
Tahir Karapınar (Smirne, 20 aprile 1967) è un allenatore di calcio, dirigente sportivo ed ex calciatore turco, di ruolo centrocampista.